# Djursholmsbanan
Djursholmsbanan eller Djursholmsbanorna  var namnet på de smalspåriga järnvägar som fram till 1970-talet löpte genom Djursholms villastad i norra Storstockholm. Återstoden av banan är idag en del av lokalbanan Roslagsbanan. 

## Utbyggnad

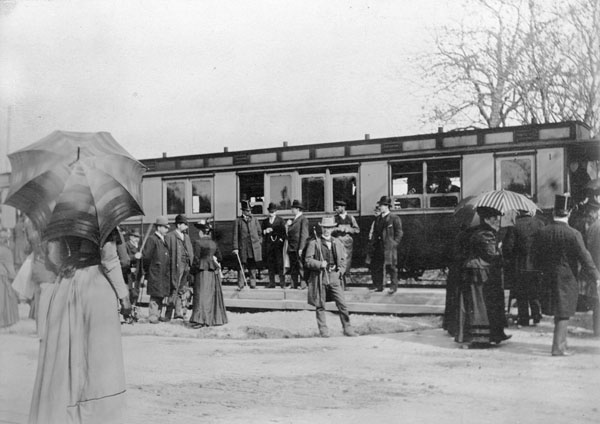
Ett av de första djursholmstågen.

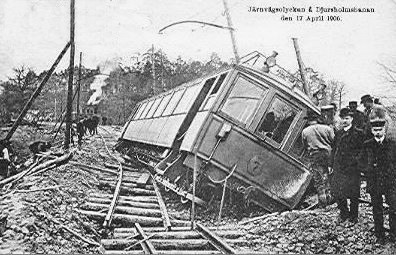
Urspårningen den 17 april 1906.

Djursholmsbanan invigdes den 20 december 1890 och var då helägd av fastighetsbolaget Djursholms AB, som hade bildats år 1889 med syftet att sälja av tomter från mark som tillhört Djursholms slott och bebygga dessa med villor.
Det nya villasamhället hade behov av goda kommunikationer med Stockholm. Därför planerades redan från början en järnvägslinje mellan Djursholms villastad och Stockholm. I ett prospekt, där samhällets grundare Henrik Palme år 1889 beskriver den nya villastaden, skriver han: "För järnvägsförbindelse med huvudstaden kommer att från Stockholms—Rimbo järnväg, där denna övergår Djursholms ägor, byggas en 3 kilometer lång bibana, som i bågform genomlöper villastadens hela område...".
Banans första sträcka var mellan den nyanlagda stationen Ösby (senare Djursholms Ösby) vid Stockholm-Rimbo Jernvägsaktiebolags linje, och hållplatsen Kohagsviken, som senare bytte namn till Framnäsviken. År 1901 förlängdes järnvägen till Eddavägens station i norra Djursholm. Utmed järnvägslinjen anlades flera hållplatser. Inledningsvis trafikerades Djursholmsbanan med ett 10-tal tåg i vardera riktningen per dag. Trafiken utökades successivt till det fyrdubbla.
När järnvägen öppnade 1890 var den som alla andra järnvägar runt om i världen inte elektrifierad. Därför fick tågen endast gå till Östra station. Redan från början fanns det planer på att järnvägens slutstation skulle vara mer centralt placerad. Henrik Palme skrev i prospektet från 1889: "För att undanrödja olägenheten av Östra stationens avlägsna belägenhet, skall därjämte hos stadsmyndigheten sökas koncession å rätt att förlänga Rimbobanans spår till antingen Stureplan eller Engelbrektsplan." Den ambitionen gick dock inte att genomföra omedelbart. 
Först sedan banan, som en av de första i världen, hade elektrifierats år 1895 kunde banan förlängas till Engelbrektsplan. Två år tidigare hade Djursholmsbanan tagits över av Stockholm-Rimbo Jernvägsaktiebolag, som ända sedan starten stått för driften av banan.  
I samband med förhandlingarna om Långängsbanan förband sig SRJ 1908 om att bygga en slinga genom Djursholm utgående från Ösby i båda ändar, för att förse inre Djursholm med goda kommunikationer. År 1910 invigdes den västliga delen mellan Ösby och Altorp och 1912 förlängdes den gamla Djursholmsbanan mellan Eddavägen och Svalnäs i öst. Planerna förändrades dock och den norra delen av slingan, mellan Altorp och Svalnäs, blev aldrig byggd. Istället förlängdes den västra delen till Lahäll 1927. 1934 nedlades tillbyggnaden mellan Eddavägen och Svalnäs.
På så vis skapades en ny linje, vilken 1937 förlängdes från Lahäll till Näsbypark i Täby.

## Drift och stationer
Elkraften genererades i koleldade Djursholmsbanans elverk vid Stocksunds hamn (ritat av arkitekt Sigge Cronstedt). För eldriften inköptes elmotorvagnar från ASEA verkstad i Västerås. Dessa var anpassade för den täta trafiken och de många stoppen som fanns utmed banan.

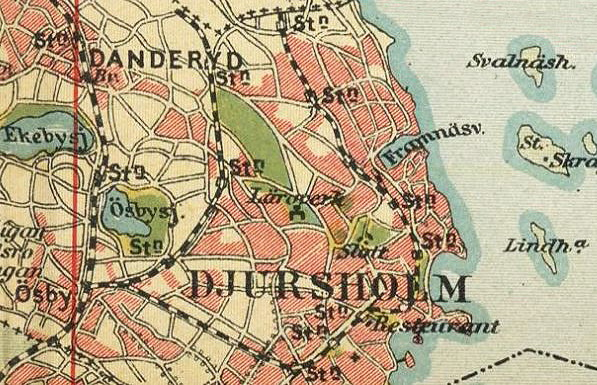
Banans sträckning och stationerna 1917.

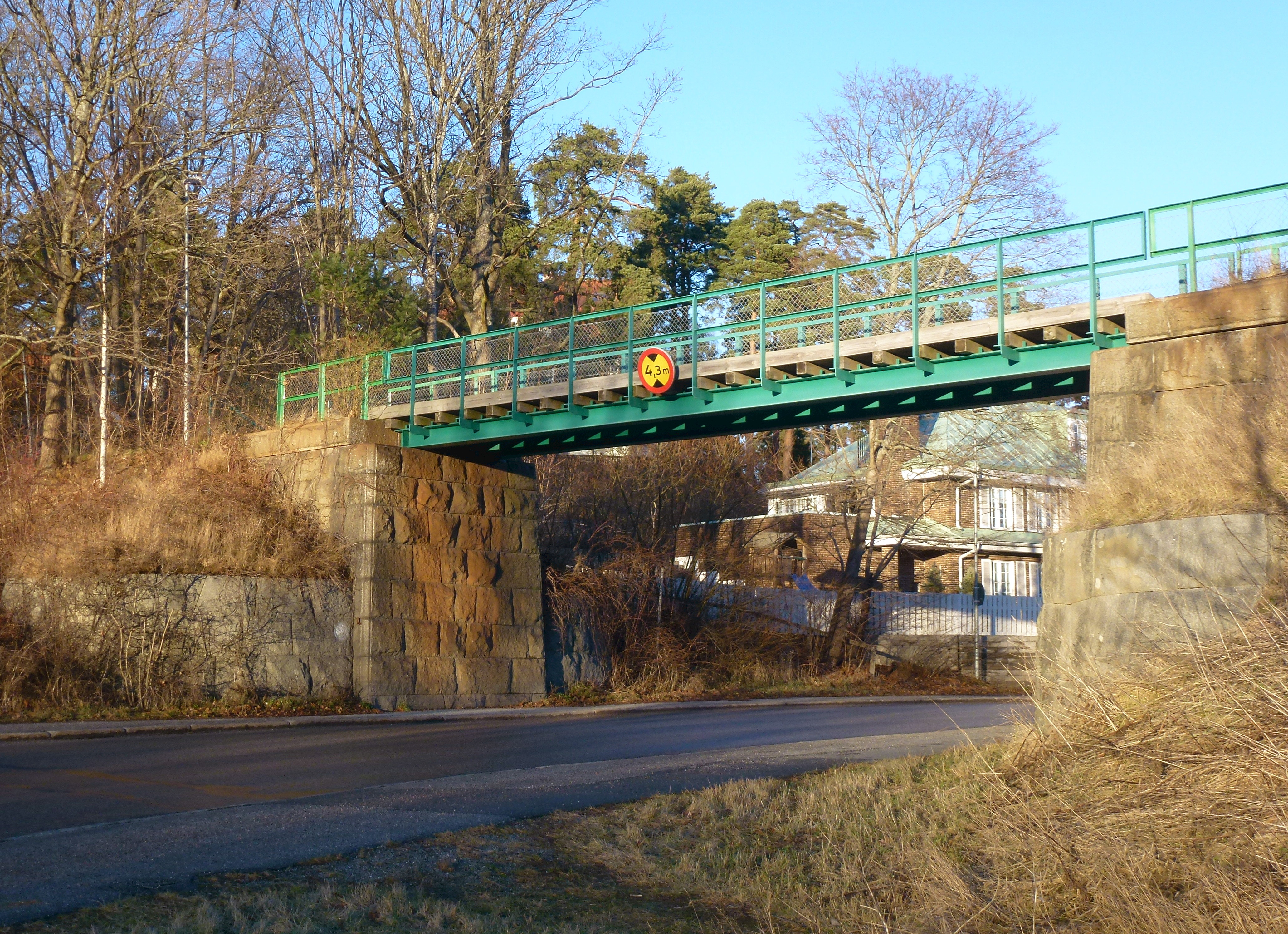
Djursholmsbanans gamla viadukt över Ymervägen, 2013.

Djursholmsbanan var smalspårig med 891 mm spårvidd. Den ursprungliga banan sträckte sig från Ösby genom Djursholms villakvarter, förbi Bragevägen, Sveavägens station, Auravägen, Restauranten, Slottsvägen, Germania, Framnäsviken (som var slutstation under ett tiotal år), Vägporten, Vikingavägen, Eddavägen och, mellan 1912 och 1934, Svalnäs. 
Den andra delen av banan, mot Altorp och Näsbypark, löpte länge genom relativt obebyggda trakter som kom att bebyggas först efter banans tillkomst. Den största hållplatsen utmed denna linje var Östberga, som låg i nära anslutning till Djursholms samskola, idag Viktor Rydbergs gymnasium. När banan förlängdes till Näsbypark 1937 innebar detta ett uppsving för den nya banan som snabbt gick om den gamla i resandeantal, eftersom trafikunderlaget var betydligt större i och med byggnationen av Näsby villastad.

## Långängsbanan

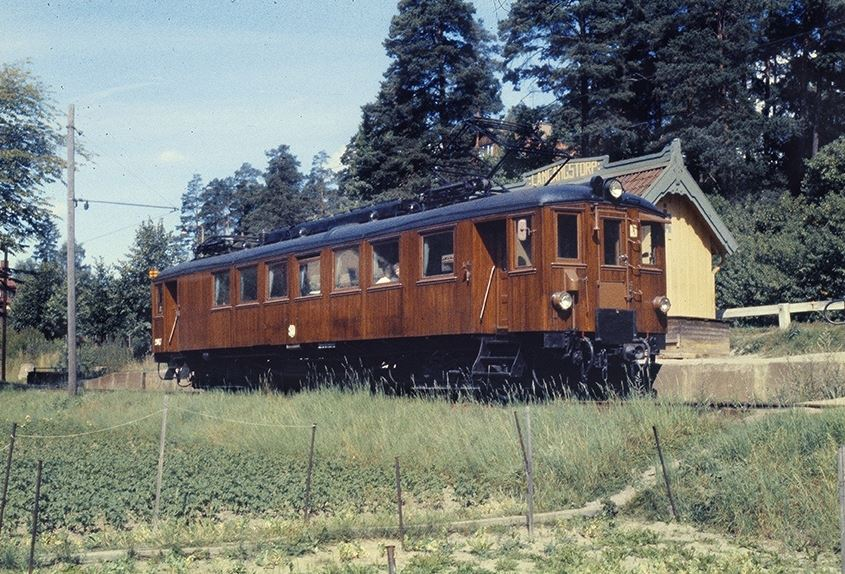
Långängsbanan vid Långängstorp.

I 55 år, mellan den 15 oktober 1911 och den 25 september 1966, trafikerades en lokallinje mellan Stocksunds station och Långängstorp i östra Stocksund. Detta var en ren lokal matarbana inom Stocksund/Långängen och den gick aldrig i Djursholm, då den nedlades innan Stocksund införlivades i Djursholm. Men efter ombyggnad från normalspårig spårväg till smalspårig järnväg 1934 benämndes den av SRJ som en av Djursholmsbanorna.
Hållplatsen vid Norevägen låg ursprungligen 800 meter från Stocksund och till slutstationen i Långängen var avståndet från Stocksund 1200 meter. Vid Norevägens hållplats liksom vid Långängens fanns väntkurar, ritade av arkitekt Sigge Cronstedt, som även stod bakom samtliga stations- och hållplatsbyggnader utefter Djursholmsbanan, Mörby verkstäder och Djursholmsbanans elverk. Hur en sådan väntkur såg ut kan man fortfarande se på Roslagsbanans hållplats Vendevägen. Vid Långängen fanns även en 12 meter lång perrong. 1925 förlängdes linjen så att den kom något närmare stationen i Stocksund.
Banan trafikerades oftast med en ensam vagn, kallad "Lådan". Den hade, förutom de båda slutstationerna, en hållplats vid Stockby.

## Avveckling
Huvudartikel: Roslagsbanan
Den korta sträckan mellan Svalnäs och Eddavägen lades ned 1934, efter bara 22 år i drift. Resandeunderlaget var för svagt och byggnationen på Svalnäsområdet blev aldrig så omfattande som först var tanken, bland annat beroende på att stora delar av området kom att användas som golfbana av Djursholms GK. Golfbanan öppnades år 1931 och sträckan Svalnäs-Eddavägen lades ned tre år senare.
Spåret längs Engelbrektsgatan slutade trafikeras 1960. Långängslinjen genom Stocksund lades ned 1966 och rälsen revs upp året efter.
Den resterande delen av den ursprungliga Djursholmsbanan lades ned vid årsskiftet 1975/76. SRJ hade år 1959 uppgått i SJ, för att sedan 1972 övergå till SL:s regi.
Nedläggningen av den ursprungliga Djursholmsbanan var en del av den planerade totala avvecklingen av Roslagsbanan som den nya huvudmannen planerade. Men detta ändrades efter en folkomröstning i Täby och Vallentuna den 23 mars 1980 när landstinget i november 1983 beslutade att inte fullfölja de tidigare planerna på en tunnelbaneutbyggnad till Täby utan istället rusta upp Roslagsbanan. Detta fick som konsekvens att linjen mellan Ösby och Näsbypark behölls som en del av Roslagsbanan, vid sidan om linjerna mot Kårsta och Österskär.